# Seznam tvrzí ve Středočeském kraji
Seznam tvrzí nacházejících se ve Středočeském kraji, seřazených podle abecedy:

## A
- Alberovice

## B
- Bakov
- Baštěk
- Benice
- Bezno (Malodvorská tvrz)
- Bezno (Vorecká tvrz)
- Beztahov
- Bílý Újezdec
- Bolice
- Bolina
- Borovsko
- Božešice
- Bratčice
- Bratronice
- Březová (tvrz)
- Buchov

## C
- Cerhenice

## Č
- Čachovice
- Čelákovice
- Čelechovice
- Černýš

## D
- Domašín
- Dobrá Voda
- Dobrovítov
- Drahlín
- Drahobudice
- Dřevčice
- Dub

## H
- Havraň
- Hluboký
- Hodkov
- Hradečno
- Hradenín
- Hrádek (Neprobylice)
- Hrádek u Libomyšle
- Hrádek u Vrbice
- Hrušov
- Hřebeč
- Humniště
- Hůrka u Vranovic
- Hvožďany
- Hvožďany (stará tvrz)

## Ch
- Chocnějovice
- Choteč
- Chotýšany
- Choťovice
- Chraštice
- Chvistonosy

## J
- Jevín
- Jiřice

## K
- Kamberk
- Klučov
- Kolomuty
- Konojedy
- Korce
- Korno
- Kostelec nad Labem
- Kostelíček u Šemanovic
- Kostelní Střimelice
- Kouty
- Kováň
- Košík
- Kozmice
- Kozojedy
- Kralupy nad Vltavou
- Krásná Hora nad Vltavou
- Krňovice
- Křepenice
- Křešice
- Kří
- Kurovodice

## L
- Lažany
- Lhotice
- Libenice
- Libiš
- Libomyšl
- Litovice
- Lochy
- Lomec
- Lorec
- Losiny
- Lošany
- Lovčice

## M
- Machlov
- Makotřasy
- Malá Dobrá
- Malešov
- Malé Kolo (Dolní Kolo, Dolejší Kolo)
- Malíkovice
- Malotice
- Martinice
- Mastnice
- Měšetice
- Mnichovice
- Mokřany
- Mrač
- Myšlín

## N
- Načeradec
- Nebovidy (dolní tvrz)
- Neprobylice (dolní tvrz)
- Nespery
- Neumětely

## O
- Obděnice
- Olbramovice
- Olešná
- Opočno
- Ostrov
- Ostrov u Záp
- Ostrý
- Otěvěky
- Otryby (nová tvrz)
- Otryby (stará tvrz)

## P
- Paběnice
- Páleč
- Pěčice
- Pičín
- Plaňany
- Plešiště
- Podbořánky
- Popovice (okres Benešov)
- Popovice (okres Beroun)
- Pořešice
- Přítoky
- Psáře
- Pšovlky
- Pustý zámek (též Doubravice nebo Doubravka)

## R
- Radim
- Rokytovec
- Rychvald

## Ř
- Řisuty

## S
- Semtěš
- Skalsko
- Slatina
- Slivínko
- Sluhy
- Smilovice
- Smrk
- Solec
- Soleček
- Solopysky
- Stará Báň
- Staré Mitrovice
- Stránka
- Strašnov
- Struhy
- Sukorady
- Sulice
- Syslov

## Š
- Šlapánov

## T
- Tihava
- Tismice
- Tlestky
- Toušice
- Třebíz
- Třebotov
- Třebovle
- Tuchoraz
- Tuklaty
- Turyň
- Týnec nad Labem

## U
- Uhřice
- Újezdec u Pěčic
- Ujkovice
- Ústupenice

## V
- Velká Dobrá
- Velké Horky
- Velké Chvalovice
- Velké Kolo (Horní Kolo, Hořejší Kolo)
- Velké Popovice (stará tvrz)
- Velké Přítočno
- Vitice
- Volenovice
- Voltýřov
- Vrábí
- Vrapice
- Vrchotice
- Vyšehořovice

## Z
- Záhorsko
- Zbraslavice
- Zhoř
- Zlatníky
- Zrůbek
- Zvole

## Ž
- Žáky (stará tvrz)
- Žehušice
- Žíšov